# Mimosa lactiflua
Mimosa lactiflua är en ärtväxtart som beskrevs av George Bentham. Mimosa lactiflua ingår i släktet mimosor, och familjen ärtväxter. Inga underarter finns listade i Catalogue of Life.